# Guillaume Farinier
Guillaume Farinier, OFM, (nascido em Gourdon, França — falecido em 17 de junho de 1361 em Avinhão, França) foi um religioso e cardeal francês da Igreja Católica.

## Biografia
Guillaume nasceu em Gourdon de uma família de boas condições. Também é conhecido como Guillaume de Gourdon, e seu sobrenome às vezes aparece como Farineri. Também foi chamado de "Cardeal de Gourdon".

### Ordem religiosa e formação
Estudou na Universidade de Toulouse e obteve o doutorado em teologia. Ingressou na Ordem dos Frades Menores (Franciscanos) no convento de Gourdon e recebeu o título de mestre em teologia em 24 de janeiro de 1344, concedido pelo Papa Clemente VI.

### Sacerdócio
Foi professor de teologia na Universidade de Toulouse. Serviu como superior provincial da Aquitânia de 1342 a 1348. Participou do capítulo geral em Marselha em 1343 e em Veneza em 1346. Era conhecido por ser um rigoroso cumpridor da disciplina da ordem, tendo confinado Jeoan de Rocatallada no convento de Figeac em 2 de dezembro de 1344.
Foi eleito 20º Ministro Geral da Ordem dos Frades Menores no capítulo geral de Verona em junho de 1348. Durante seu serviço, celebrou dois capítulos gerais: um em Lyon em 1351 e outro em Assis em 1354. Promulgou as constituições gerais conhecidas como "Farineriane" e reconciliou os seguidores de Michele da Cesena com a ordem. Ocupou o cargo até a celebração do capítulo geral em Barcelona em 1357. Após a morte de seu sucessor, Jean de Buc, serviu como vigário geral da ordem de 1358 a 1359.

### Cardinalato
Foi criado cardeal-presbítero de Santos Marcelino e Pedro pelo Papa Inocêncio VI no consistório de 23 de dezembro de 1356 e ingressou na corte papal em Avinhão em 26 de janeiro de 1357. Serviu como legado papal na Inglaterra e posteriormente na Espanha em 1357. Posteriormente, foi preboste de Bamberg.
Durante sua vida, escreveu diversas obras sobre as Sagradas Escrituras e sobre moral.

### Morte
Guillaume Farinier morreu em 17 de junho de 1361 em Avinhão, na França, vítima da peste. Foi sepultado na Igreja dos Franciscanos na mesma comuna. Seus bens foram transferidos para a Câmara Apostólica.